# Schneider Electric
Schneider Electric (Euronext: SU) é um grupo multinacional francês, especializada em produtos e serviços para distribuição elétrica, controle e automação. Com faturamento de 13,7 bilhões de euros em 2006, a Schneider Electric está presente em 190 países, com mais de 205 fábricas, mais de 105 mil funcionários, proporcionando os mais elevados níveis tecnológicos, de acordo com as principais normas de qualidade e segurança nacionais e internacionais.

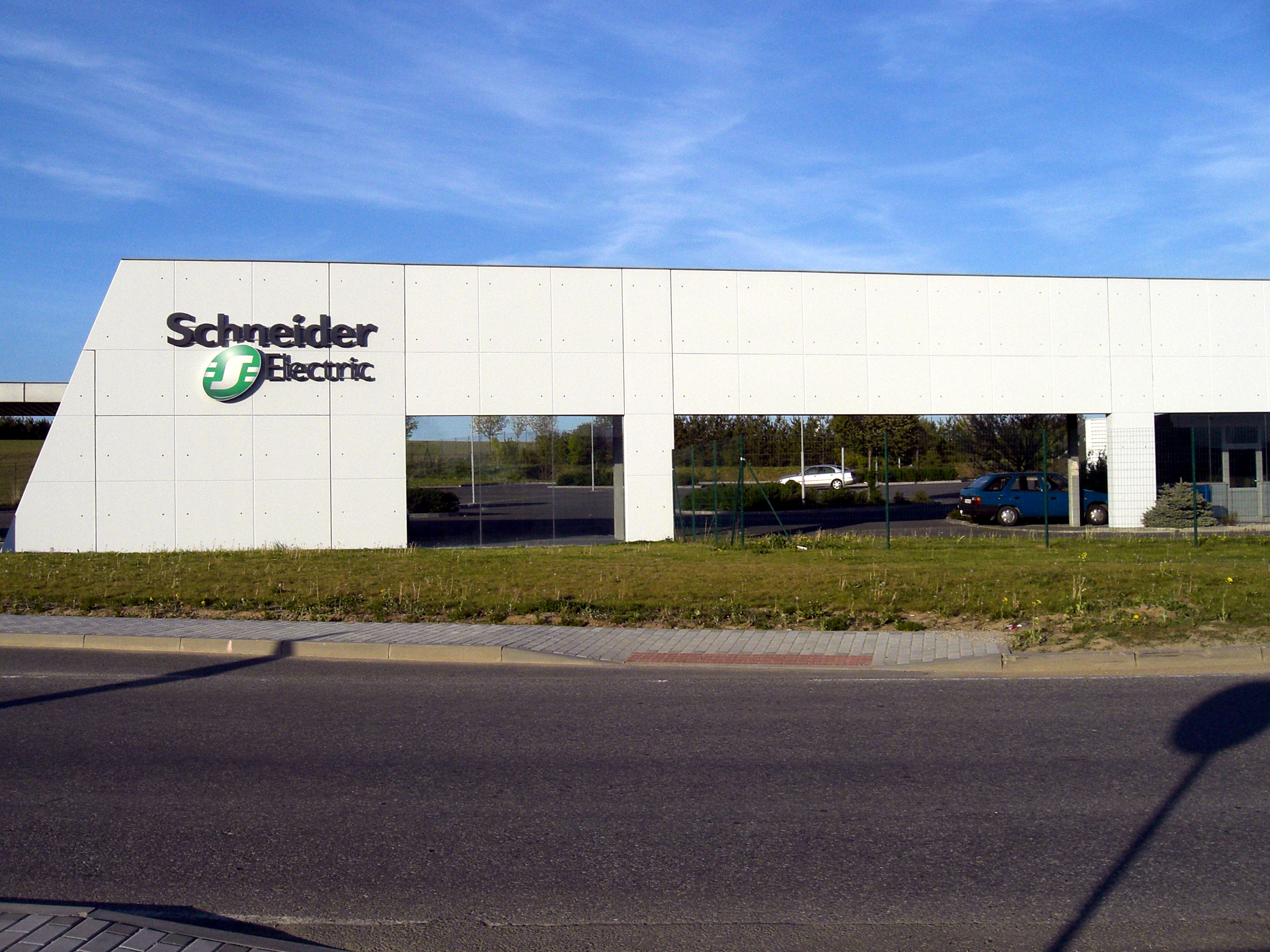
Schneider Electric em Písek, República Tcheca.

Conta com três grandes marcas internacionais: Merlin Gerin, Square D e Telemecanique. No Brasil, possui a marca Prime, com produtos de baixa tensão para uso residencial e predial, e em agosto de 2007 efetuou a aquisição da ATOS Automação Industrial, com produtos como controladores lógicos programáveis e interfaces homem máquina, e serviços em Automação de máquinas e processos industriais. Em 2007 comprou a empresa American Power Conversion.
Presente há 60 anos no Brasil, a Schneider Electric possui 4 fábricas, 11 filiais comerciais, mais de 1500 pontos de venda e 150 representantes comerciais em todos os estados do país.

## Principais concorrentes
Entre as principais concorrentes estão a Eaton, Siemens AG, ABB, Rockwell,Grupo Legrand e Inotech.

## Marcas no Brasil
A APC adquiriu a Microsol Tecnologia, empresa com endereço cearense, em 2009. Fabricante brasileira, funcionando há mais de 26 anos, fabrica no-breaks, estabilizadores e acessórios para proteção de energia, e teve faturamento em 2008 na ordem de US$ 47 milhões. Em 2011 adquiriu o Grupo Steck, especialista em materiais elétricos que conta com 950 funcionários. A partir de 2012, a marca Microsol foi totalmente incorporada, sendo que todos seus produtos agora saem com marca APC, marca usada no Brasil pelo grupo Schneider.